# Naturalismo (arte)
Il naturalismo nell'arte è un atteggiamento caratterizzato dalla rappresentazione realistica di soggetti, umani e non. 
Questo atteggiamento è sempre esistito, basti pensare alla rappresentazione di animali ben proporzionati e sfumati per simularne i volumi e il movimento in alcune pitture paleolitiche oppure al naturalismo presente in buona parte dell'arte classica greco-romana.
Il termine è inoltre utilizzato anche per indicare uno specifico movimento letterario, nato in Francia intorno alla metà del 1800 e sviluppatosi in continuità con il Realismo pittorico.
In Germania un esponente di tale corrente è Adolph von Menzel.
In Italia il naturalismo influenzerà le scuole pittoriche dei Macchiaioli e della Scapigliatura.
Tra i protagonisti del naturalismo ottocentesco possono essere annoverati Francesco Filippini, Filippo Carcano, Eugenio Gignous, Tranquillo Cremona, Daniele Ranzoni, Leonardo Bazzaro, Achille Tominetti, Uberto Dell'Orto e Federico Ashton.